# Grid (mitologie)
Grid este o gigantă din mitologia nordică care, fiindu-i frică de planul lui Loki de a-l vedea pe Thor ucis de Geirrod, îl avertizează pe zeu și îi oferă câteva obiecte magice: niște mănuși de fier și un ciocan magic. Astfel, Thor își salvează viața și îl ucide pe Geirrod. 
Grid este totodată și mama lui Vidar, în urma unei relații cu Odin.
Acest articol referitor la mitologia nordică  este deocamdată un ciot. Puteți ajuta Wikipedia prin completarea lui!